# Lushootseed
Le lushootseed, aussi appelé salish du Puget Sound, est une des variantes des langues salish originaire des zones côtières allant du sud de la Colombie-Britannique au nord de l’État de Washington et en particulier à proximité de la baie du Puget Sound où il était employé par plusieurs tribus amérindiennes.
Le dialecte lushootseed du Nord est traditionnellement employé par les tribus Snohomish (en), Stillaguamish, Skagit et Swinomish.
Le dialecte lushootseed du Sud est traditionnellement employé par les Muckleshoot, Puyallup, Suquamish, Duwamish, Nisqually, Steilacoom et Squaxin Island.

## Écriture
L’alphabet lushootseed utilisé dans le dictionnaire de Bates, Hess et Hilbert de 1994 est le suivant (celui-ci n’utilise que des lettres minuscules). Cette orthographe est utilisée  par la réserve indienne de Tulalip et dans le Tulalip Language Program.
| ʔ | a | b | b̓ | c | c̓ | č | č̓ | d | dᶻ | ə  | g | gʷ | h | i | ǰ | k | k̓ | kʷ | k̓ʷ | l  | l̕ | ɬ |
| ƛ̕ | m | m̓ | n | n̓ | p | p̓ | q | q̓ | qʷ | q̓ʷ | s | š  | t | t̕ | u | w | w̓ | xʷ | x̌  | x̌ʷ | y | y̓ |

Dans la pratique, les caractères ‹ t̕ l̕ ƛ̕ › avec la virgule suscrite à droite sont utilisés plutôt que les caractères ‹ t̓ l̓, ƛ̓ › avec la virgule suscrite, tandis que pour les autres lettres ‹ b̓ c̓ č̓ k̓ k̓ʷ m̓ n̓ p̓ q̓ q̓ʷ w̓ y̓ › le caractère de la virgule suscrite est utilisée.